# Götzens
Götzens es un municipio situado en el distrito de Innsbruck, en el estado de Tirol, Austria. 

## Población
Tiene una población estimada, a inicios de 2023, de 4143 habitantes.

## Ubicación
Está ubicado en el centro del estado, cerca de la ciudad de Innsbruck —la capital del estado—, del río Eno —un afluente derecho del Danubio— y de la frontera con Alemania, al norte, y con Italia, al sur.

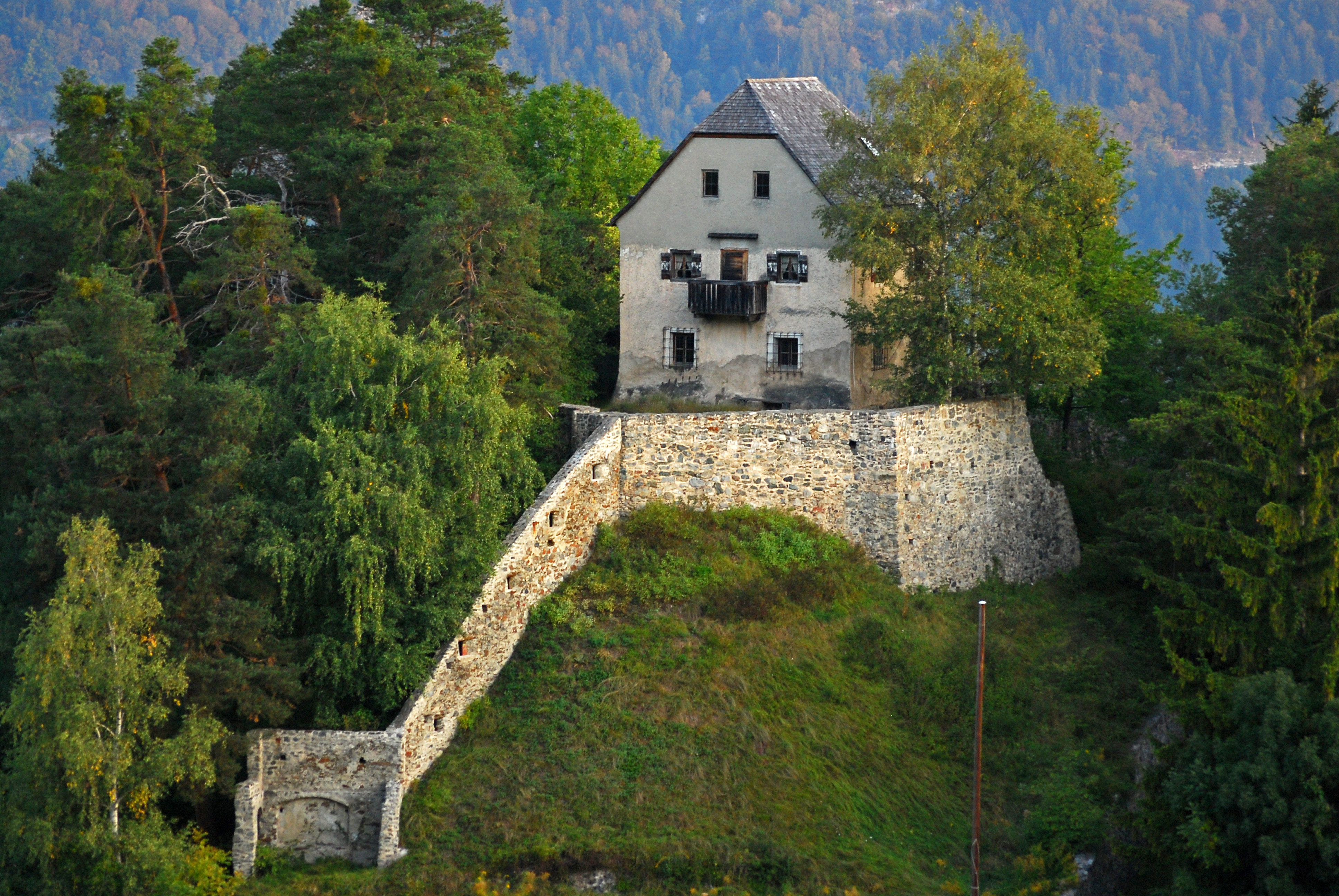
Castillo de Vellenberg